# 富洛涅
富洛涅（法語：Foulognes，法語發音：[fulɔɲ] ⓘ）是法国卡尔瓦多斯省的一个市镇，属于巴约区。

## 地理
富洛涅（49°8'32"N, 0°48'51"W）面积6.43 平方千米，位于法国诺曼底大区卡爾瓦多斯省，该省份为法国西北部沿海省份，北濒大西洋英吉利海峡，东北与滨海塞纳省以海上边界相接，东临厄尔省，南至奧恩省，西与芒什省接壤。
与富洛涅接壤的市镇（或旧市镇、城区）包括：卡阿尼奥勒、普朗克里、圣奥诺里娜德迪西、萨朗、欧尔河畔科蒙。

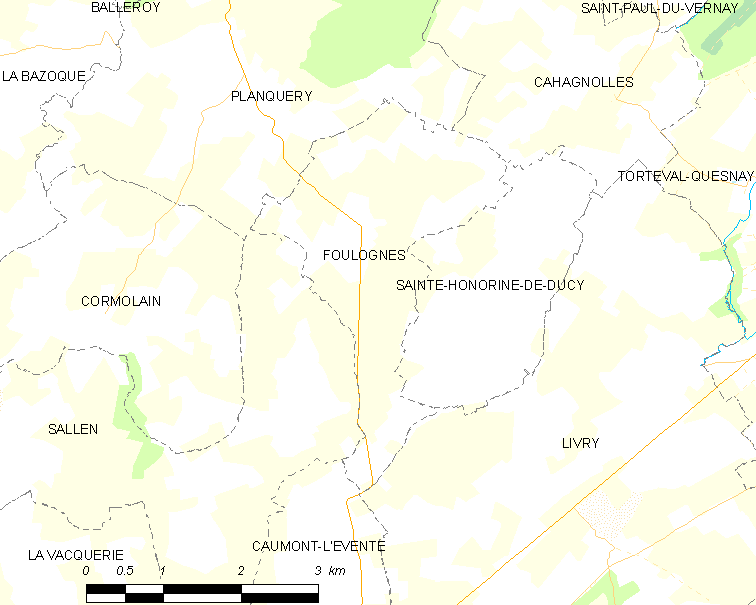
富洛涅的OSM定位图

富洛涅的时区为UTC+01:00、UTC+02:00（夏令时）。

## 行政
富洛涅的邮政编码为14240，INSEE市镇编码为14282。

## 政治
富洛涅所属的省级选区为特雷维耶尔县。

## 人口

1962-2008年间富洛涅人口变化图示

富洛涅于2022年1月1日时的人口数量为217人。